# Sanatorium
Cet article possède un paronyme, voir Sanitarium.

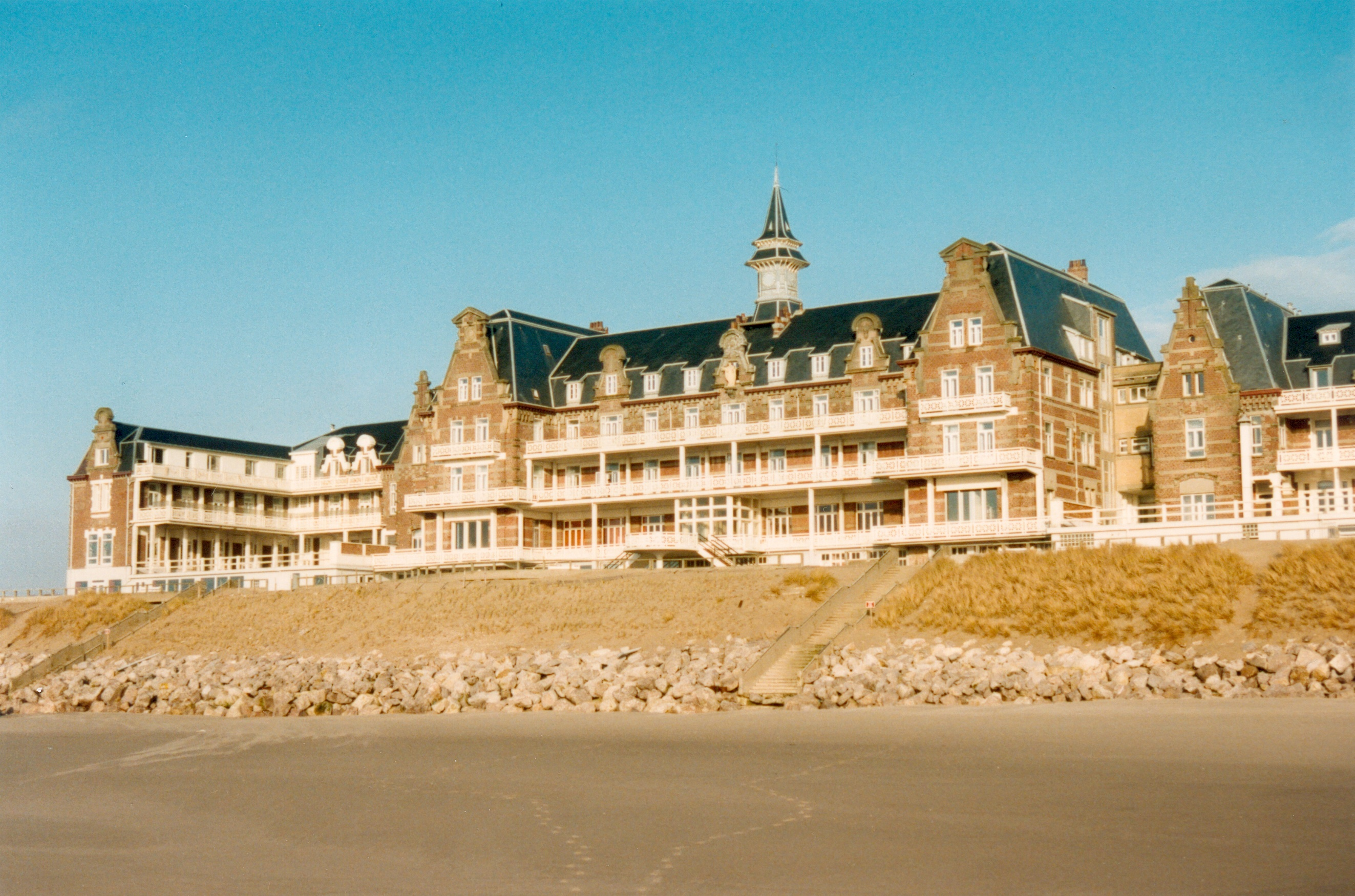
Le sanatorium historique de Berck.

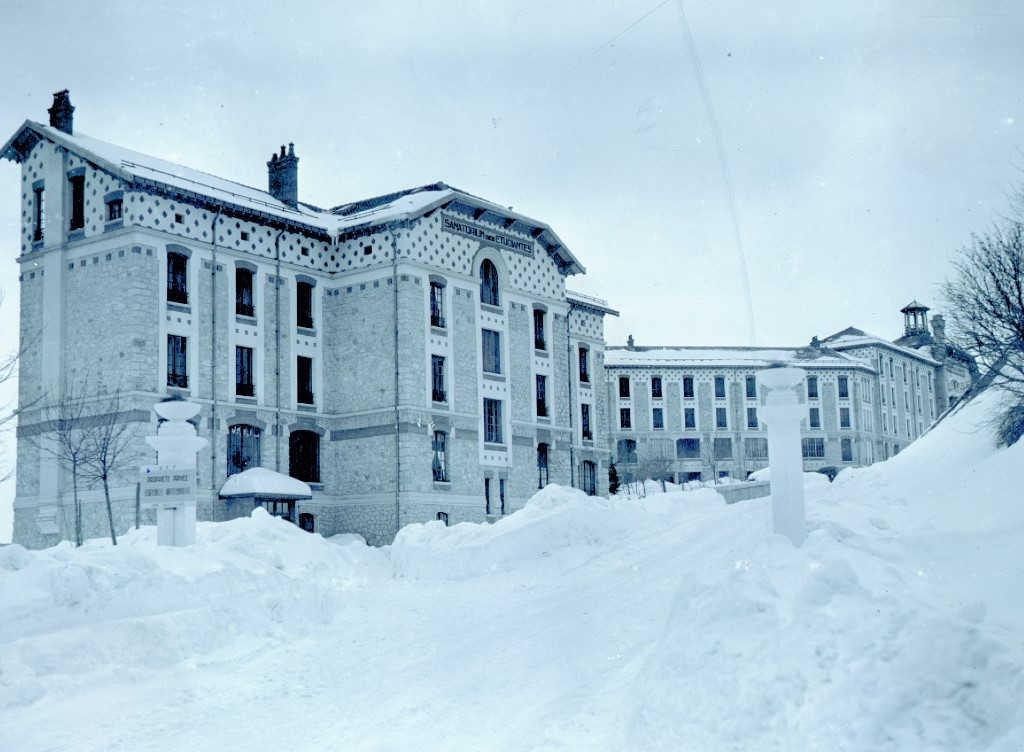
Le Sanatorium des étudiants de France, à Saint-Hilaire du Touvet.

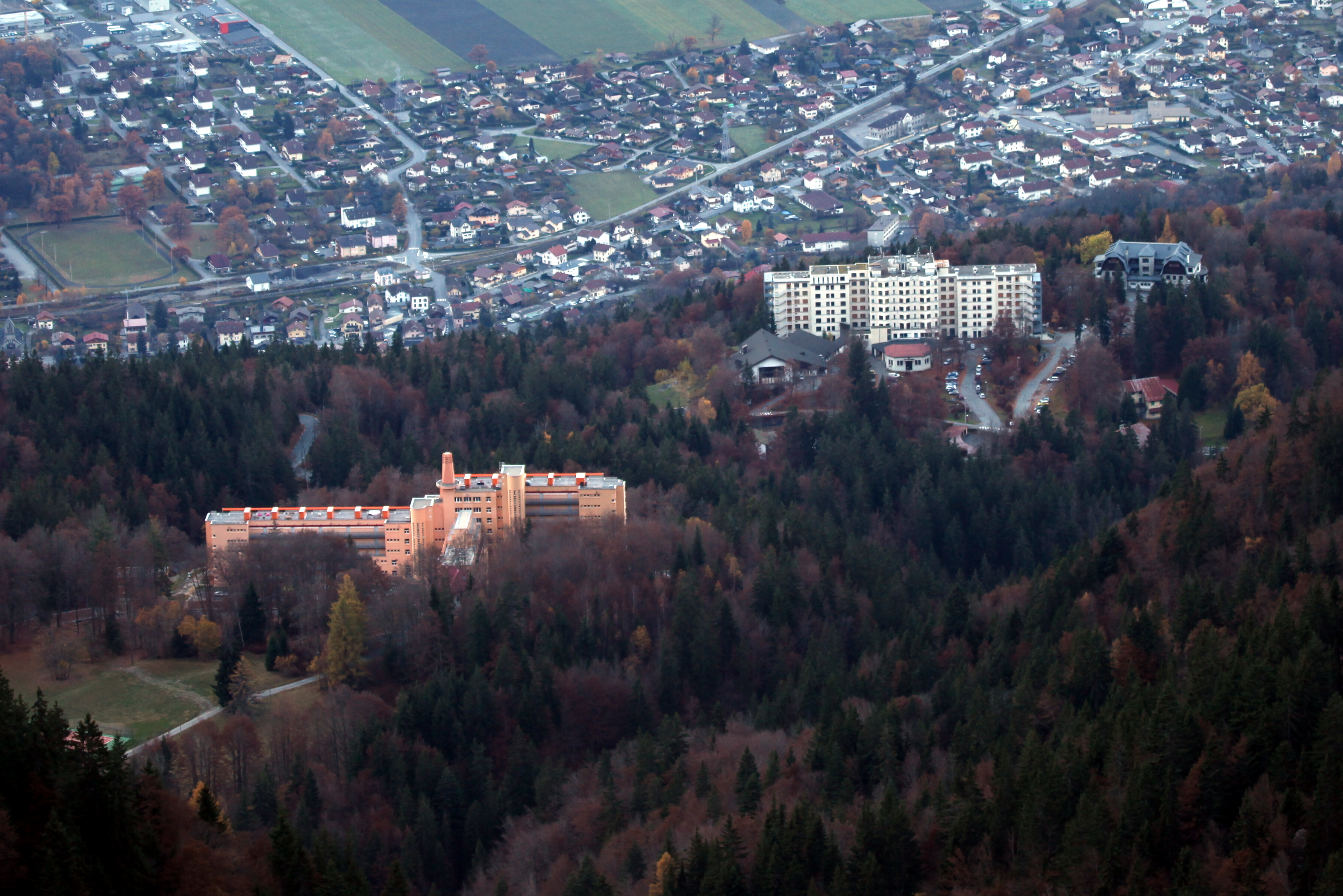
Les sanatoriums du Plateau d'Assy.

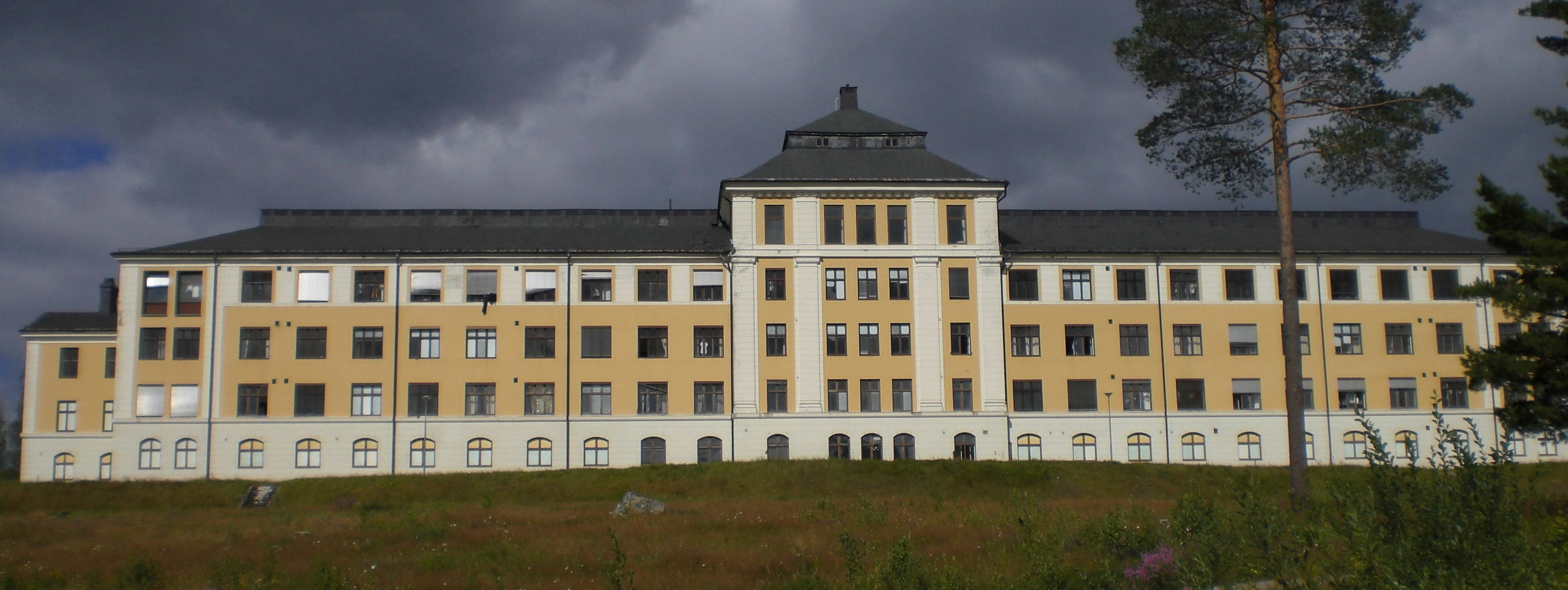
Sanatorium d'Hällnäs, en Suède.

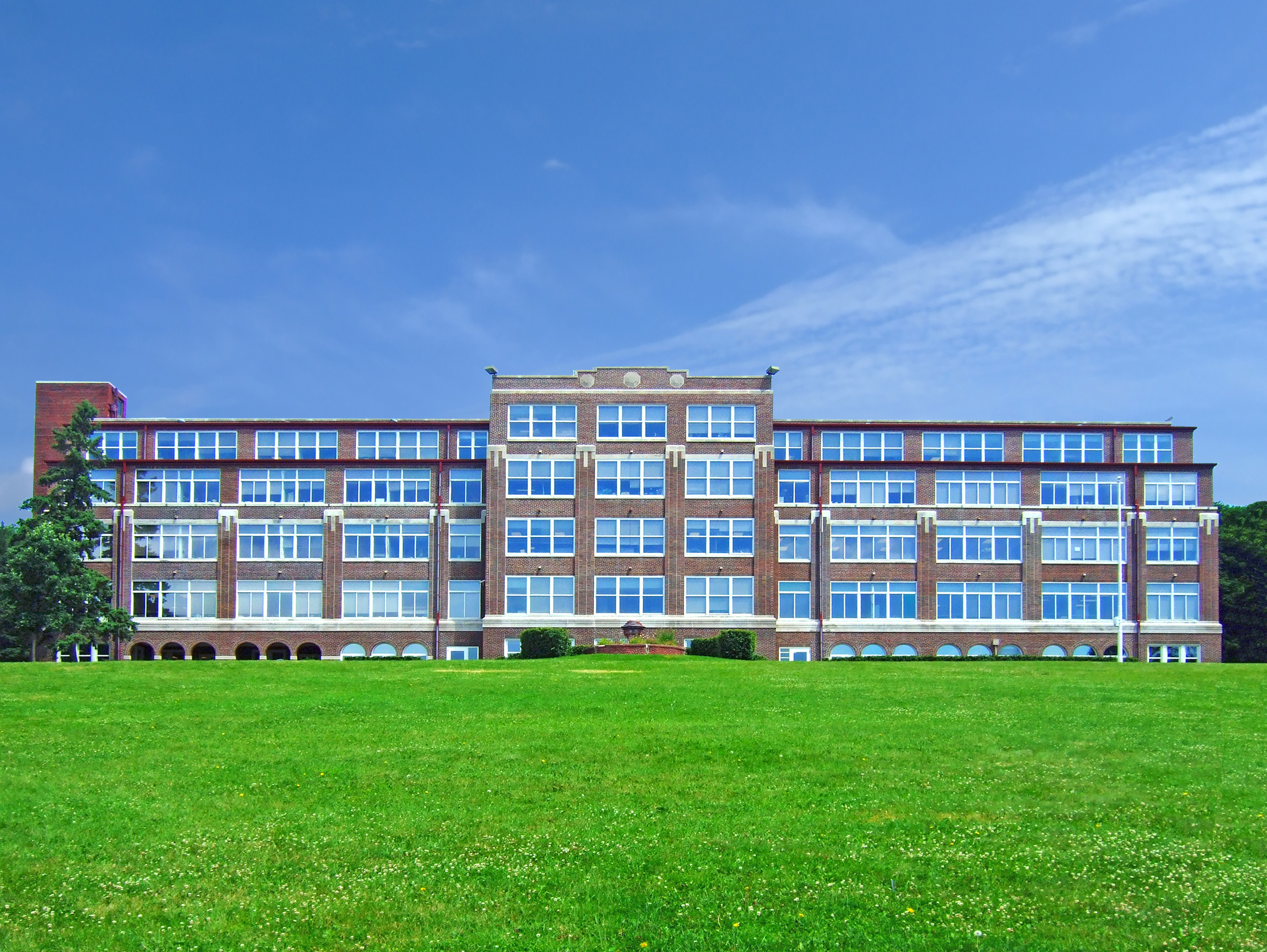
Sanatorium de Lake View à Madison (États-Unis).

Un sanatorium est un établissement médical spécialisé dans le traitement des différentes formes de la tuberculose.
Il ne faut pas le confondre avec le sanatorium russe du temps de l'Union soviétique, qui est une résidence de villégiature pour les travailleurs.

## Étymologie
Le mot vient de la racine latine sanatorius signifiant « propre à guérir ».

## Principes fondateurs
Le principe du sanatorium repose sur :
1. le traitement par la cure d'air, de lumière et de soleil
L'environnement naturel (mer, forêt, montagne…) et l'éloignement de la pollution des villes et des industries étaient aussi supposés contribuer à un retour à la santé. Le bâtiment doit donc être adapté à l'entrée du soleil et du grand air. Les sanatoriums n'étaient donc pas seulement localisés en montagne[1].
2. l'isolement des tuberculeux contagieux
La promiscuité étant un facteur de contagion, les sanatoriums sont souvent très vastes et conçus de manière à garantir au mieux l'hygiène. L'isolement avait aussi pour fonction de préserver les tuberculeux des sollicitations d'une vie sociale considérée comme source de fatigue ; le sanatorium se devait d'être un lieu de repos (quoiqu'il ait pu en exister où l'exercice d'un certain travail était considéré comme bénéfique)[1].

## Histoire
Au début du XXe siècle, la tuberculose surnommée « peste blanche » fait des ravages. Au cours du XIXe siècle, en France, on évalue à plus de 10 millions les victimes de la tuberculose. Elle touche principalement la classe ouvrière, la moins bien nourrie et logée, les conditions de logement et le surpeuplement des lieux de travail étant, en termes de promiscuité, des éléments déterminants de la propagation de la maladie. Cette maladie menace aussi par extension les quartiers bourgeois où la tuberculose est appelée « la maladie des petites bonnes », d'où les politiques engagées dans le mouvement hygiéniste et la construction de sanatoriums qui devient l'un des investissements publics programmés pour lutter contre la tuberculose.
Premier sanatorium de France, l'hôpital maritime de Berck a été construit dans le Pas-de-Calais, près du Touquet, sur un littoral dunaire isolé, en 1861, initialement pour les enfants scrofuleux, rachitiques et « lymphatiques », dénominations qui recouvraient à l'époque de véritables tuberculoses (la scrofule étant une atteinte tuberculeuse ganglionnaire et cutanée), ainsi que d'autres pathologies liées à la malnutrition, aux pollutions et aux mauvaises conditions d’hygiène et d’habitat qui régnaient dans le nord de cette région industrielle minière.
En 1893, le 1er Congrès International sur la tuberculose à Paris et le second à Berlin en 1899 présentent les techniques allemandes de sanatorium au monde médical.
Les sanatoriums (parfois écrit sanatoria au pluriel au XIXe siècle et début XXe) ont été massivement construits au début du XXe siècle dans des régions isolées de la pollution, en montagne, sur des plateaux ensoleillés ou face à la mer pour bénéficier du grand air et des vertus désinfectantes et reconstituantes du soleil (architecture héliotropique).
Rien qu'en France, ce sont 250 sanatoriums qui ont été construits de 1900 à 1950, période à partir de laquelle les antibiotiques ont permis de lutter contre ce fléau. À la fin du XXe siècle, les résistances aux antibiotiques et la résurgence de la maladie dans certains pays pauvres et dans l'ex-URSS laissent penser que les sanatoriums pourraient peut-être retrouver leurs anciennes fonctions.
Le premier hôpital entièrement réservé aux phtisiques (tuberculose pulmonaire) fut en France celui de Sainte-Marie de Villepinte (Seine-Saint-Denis) achevé en 1880, sur initiative de l’« Œuvre des jeunes filles poitrinaires » créée en 1878.
Un second hôpital de phtisiques fut achevé 8 ans plus tard (en 1888) à Ormesson (Val-de-Marne) uniquement destiné à soigner de jeunes garçons de 2 à 16 ans, géré par l’« Œuvre des enfants tuberculeux » également créé en 1888. Certaines sources en attribuent l'initiative à sœur Candice, qui aurait même acheté, grâce à des dons, deux pavillons de l’exposition universelle afin de les ajouter au corps du sanatorium d'Ormesson. Une succursale en sera ouverte à Villiers-sur-Marne en 1893.
À cette époque, plusieurs dizaines de sanatoriums existaient déjà en Allemagne, en Suisse et aux États-Unis.

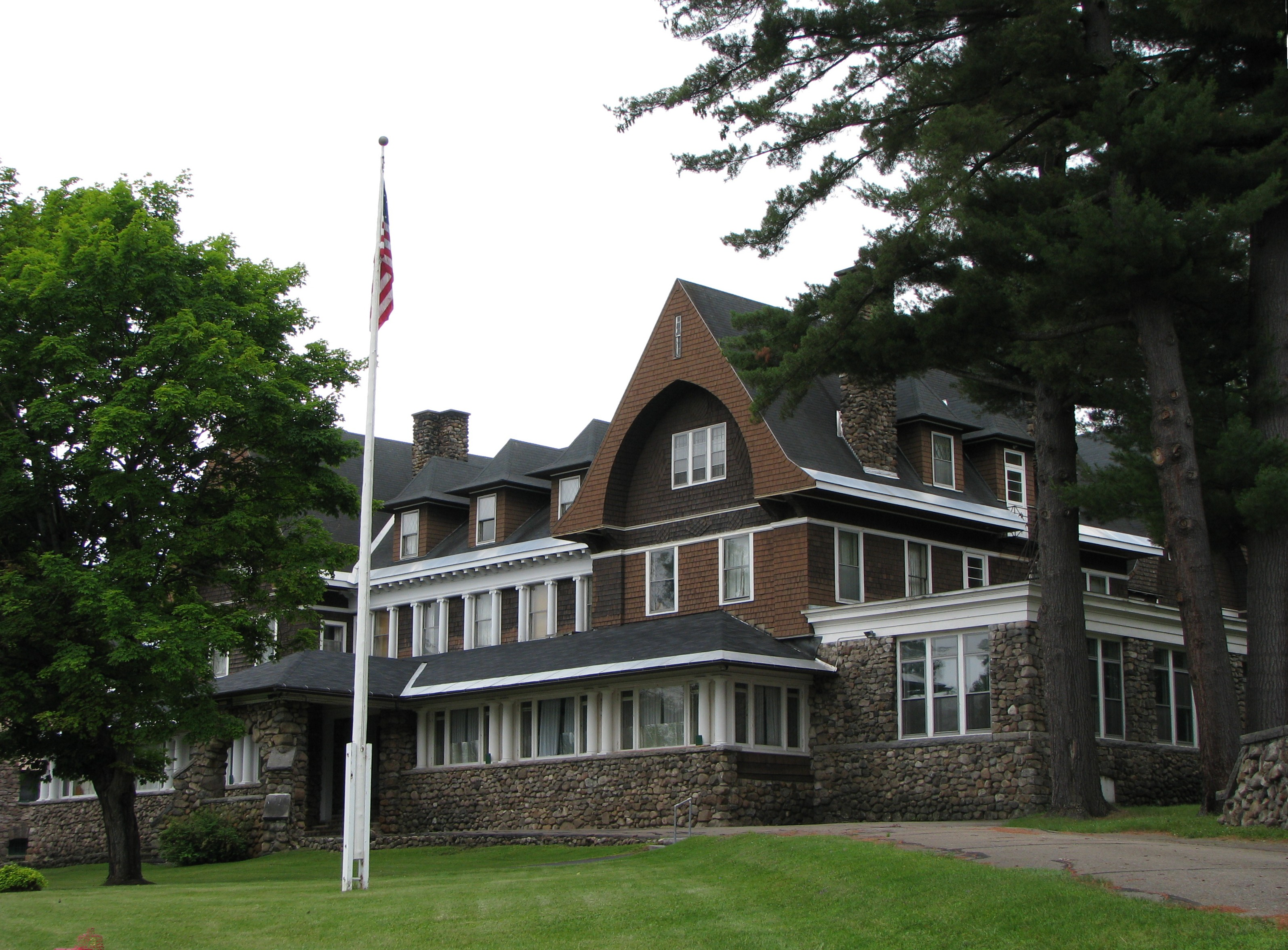
Batiment administratif, Adirondack Cottage Sanitarium.

Le retard français a été compensé notamment grâce à la diffusion par le médecin belge Moeller en 1894 d'une brochure illustrée sur les sanatoriums allemands et suisses, puis par deux thèses de médecine soutenues à Paris par Siegmund-Adolph Knopf (phtisiologue allemand pratiquant aux États-Unis), et par le français Paul Beaulavon, respectivement en 1895 et 1896, sur les sanatoriums. Knopf encourage les sanatoriums en chapelets de petits chalets, sur le modèle du « Adirondack Cottage Sanitarium (en) » (État de New York, États-Unis) du Dr Edward Livingston Trudeau (en), minimisant le risque de contagion, modèle qui a préfiguré celui du « Muskoka Cottage sanatorium » (Ontario, Canada). En 1899 le Dr Frederick-Rufenacht Walters (anglais) produira aussi un ouvrage illustré sur les divers modèles existants de sanatoriums.

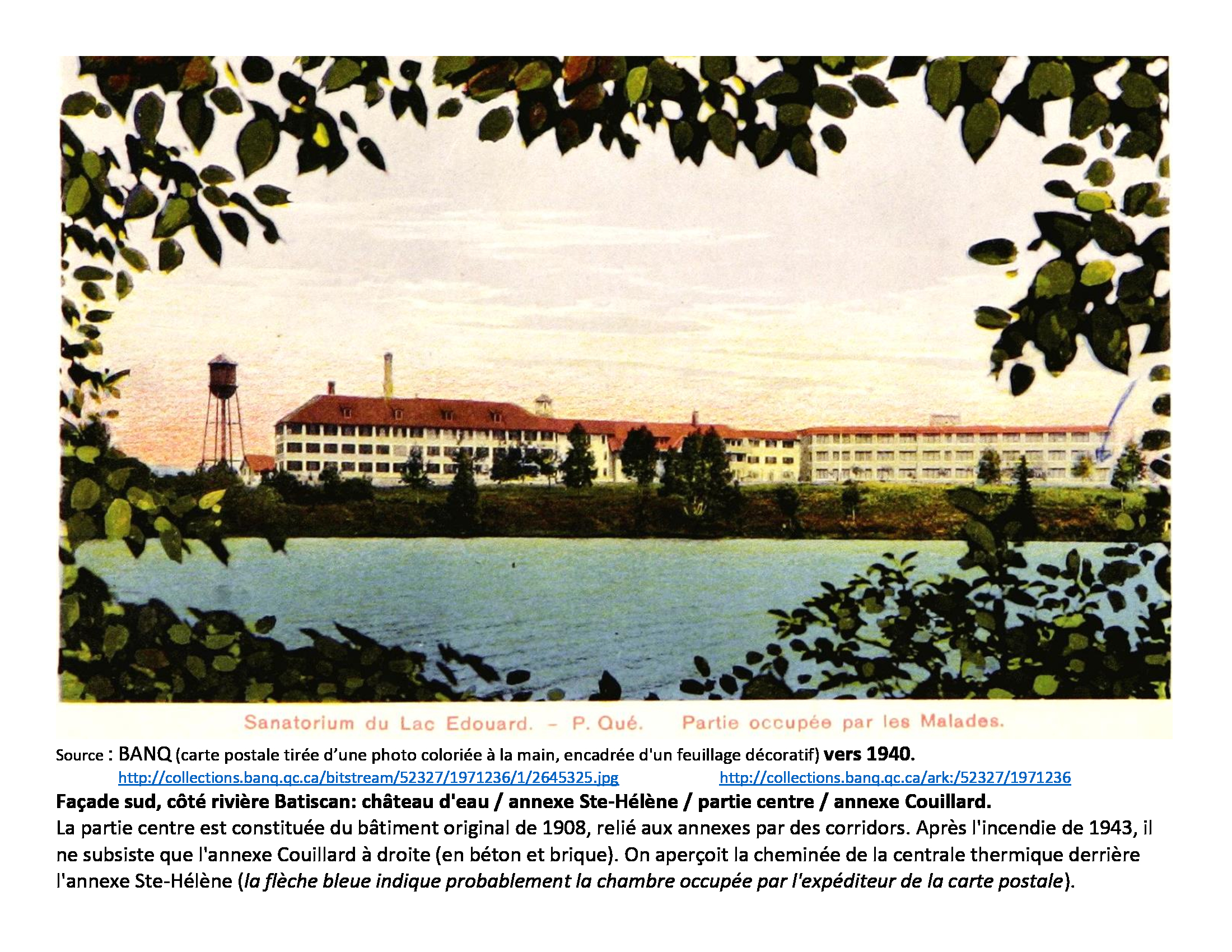
Sanatorium du lac Édouard Québec, Canada vers 1940.

Les adultes rechignant à se faire hospitaliser en sanatorium, quelques projets ont cherché à permettre aux couples ou familles de loger près des malades. L'un de ces projets a vu le jour en France en 1904 à Montigny-en-Ostrevent (département du Nord), à l'initiative du professeur Albert Calmette de l'Institut Pasteur de Lille sur le modèle du sanatorium de Saranac Lake aux États-Unis, promu par Knopf comme modèle d'excellence, mais sans pouvoir fonctionner à cause de la guerre (réquisition par les Allemands, puis sabotage par ceux-ci avant réquisition par les Anglais) ; il sert aujourd'hui à la rééducation des grands blessés.
En France en 1919, la loi Honnorat, faisant suite à la loi Léon Bourgeois du 15 avril 1916 qui instituait des dispensaires d'hygiène sociale, impose la création d'un sanatorium par département. La mission Rockefeller, financée par la fondation du même nom, s’assigne pour objectif en 1917 de stimuler cet effort public avant de passer la main au Comité national de défense contre la tuberculose (CNDT) créé en 1er janvier 1923.
La tuberculose frappe surtout les couches les plus pauvres de la population mais les sanatoriums soignent également de nombreux blessés, dont les brûlés à l'ypérite durant la Première Guerre mondiale ou après celle-ci.
En 1943, Albert Schatz isole la streptomycine qui devient le médicament contre cette maladie. Dès lors, le traitement de la maladie par cet antibiotique ou d'autres médicaments antituberculeux entraîne la fermeture des sanatoriums les uns après les autres, les bâtiments étant parfois reconvertis en logements, écoles ou autres institutions. Parfois certains sont abandonnés, car ce sont des établissements ayant de lourds frais de fonctionnement comme le chauffage par exemple.

## Union soviétique

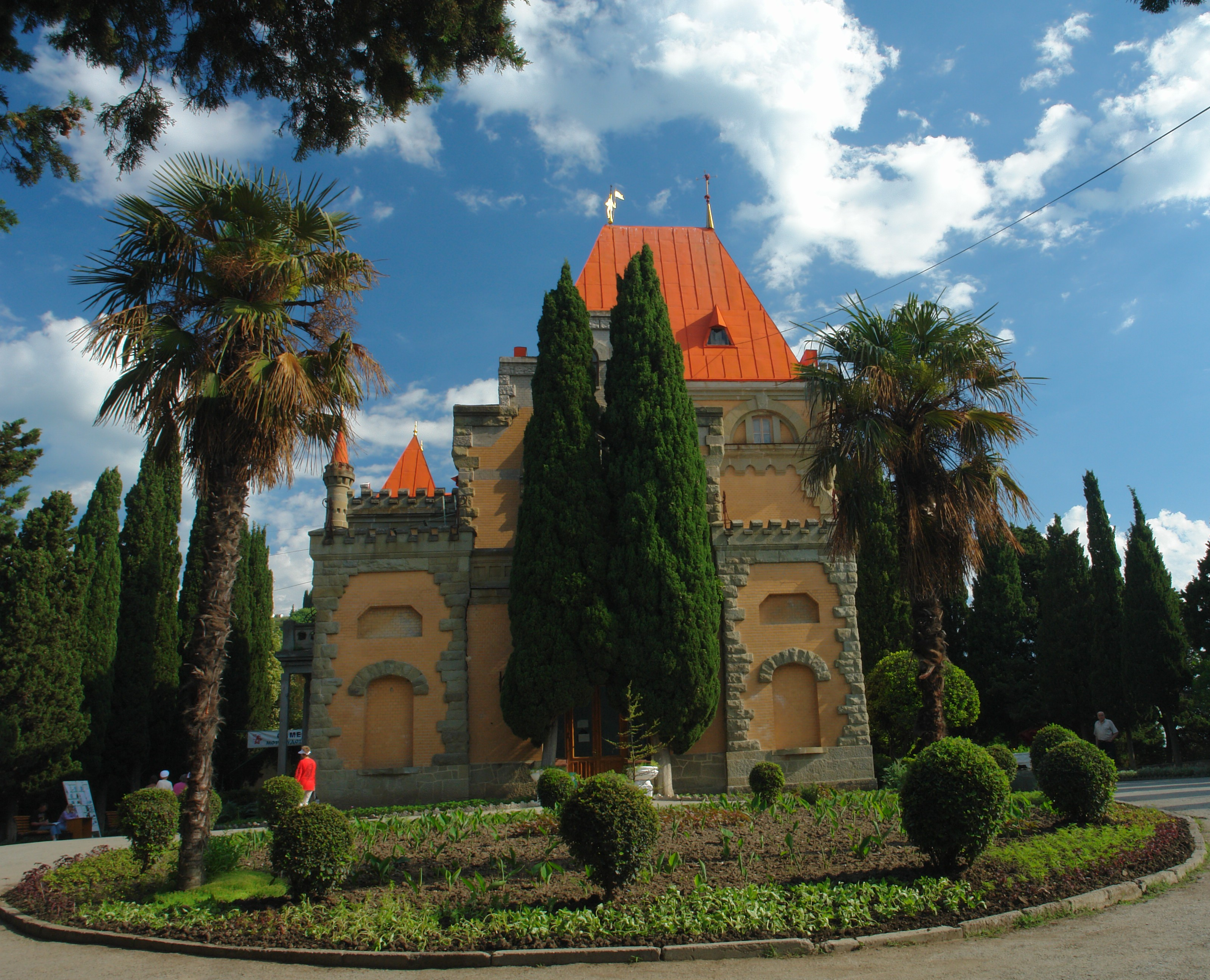
Palais de la princesse Anastasia Gagarina, aujourd'hui centre administratif du sanatorium d'Utes, au bord de la mer, en Crimée.

Un sanatorium dans les pays de l'ex-Union soviétique est une résidence de villégiature avec des équipements médicaux pour les travailleurs modestes.
Les sanatoriums participaient à la culture soviétique, qui incitait les personnes à avoir une activité physique et une bonne santé pour être plus productifs. Ils étaient généralement situés dans la nature (en forêt ou au bord d'un lac ou de la mer) ou près d'une source thermale. Depuis la chute de l'Union soviétique, nombre de sanatoriums sont abandonnés.

## Architecture

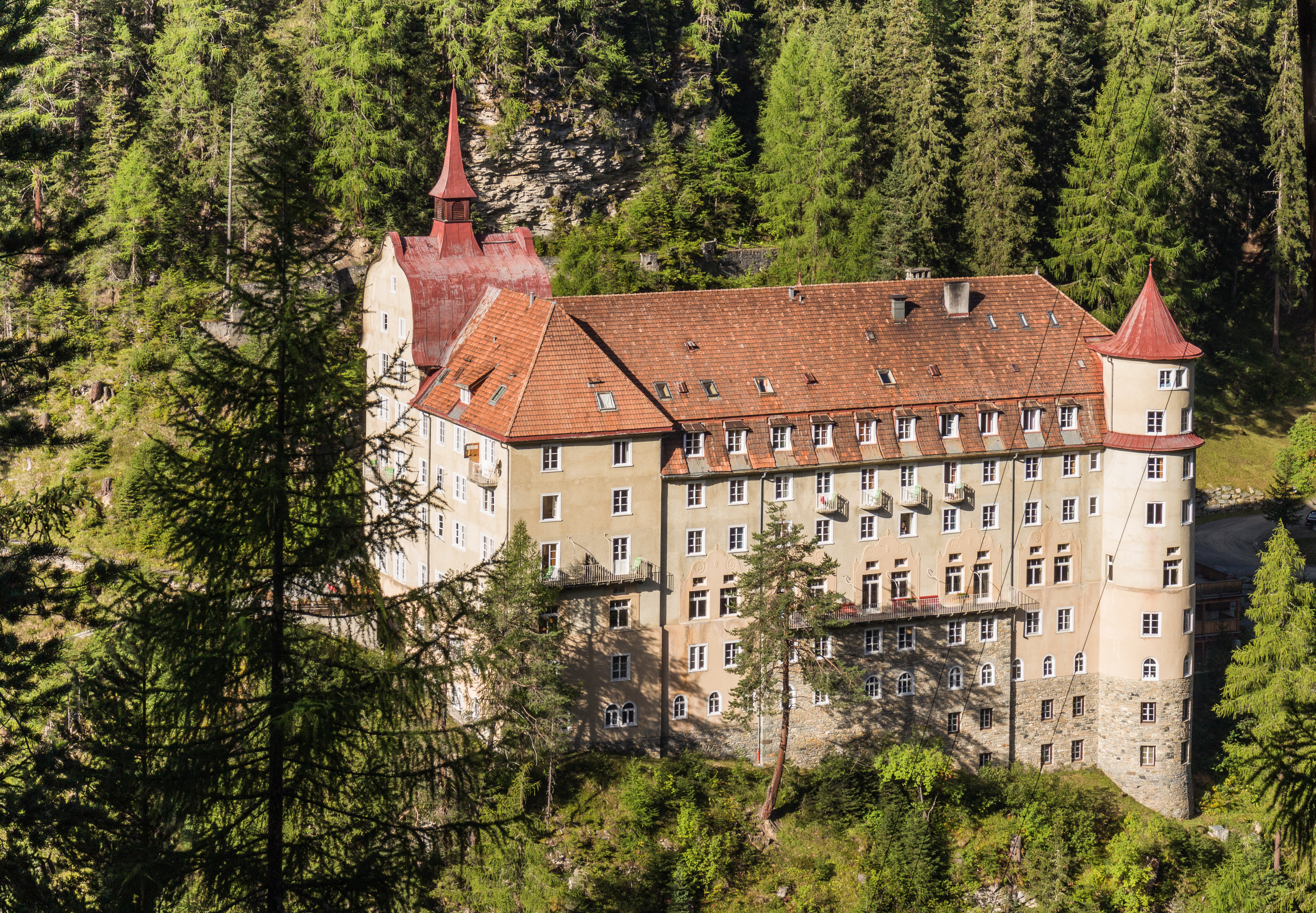
Le sanatorium art nouveau du Val Sinestra (1912), situé dans une vallée alpine isolée de l'Engadine.

Certains architectes ont marqué de leur empreinte l'histoire de la conception et des formes des sanatoriums, Jan Duiker (en) (Pays-Bas), Alvar Aalto (Finlande), Louis Sainsaulieu, André Lurçat, et Pol Abraham ou Henry Jacques Le Même en France. Cette architecture a principalement été influencée par des modèles allemands, suisses, hollandais et nord-américains.
Ils sont souvent associés à une végétation de pins ou de sapins, dont les essences étaient réputées parce qu'elles favorisaient la guérison des maladies pulmonaires et respiratoires.